# Нью-Йорк-Таймс-билдинг
Нью-Йорк-Таймс-билдинг (англ. The New York Times Building) — небоскрёб в Нью-Йорке (западный Манхэттен), США. Высота 52-этажного дома составляет 228 метров, с учётом антенны 319 метров. На 2023 год здание вместе с Крайслер-билдинг занимает 12-е место в списке самых высоких зданий Нью-Йорка и 20-е в США. Строительство велось с 2003 по 2007 год.
Его главным арендатором является The New York Times Company, издатель The New York Times, The Boston Globe, International Herald Tribune, а также других региональных газет.

## Архитектура
Проект дома был разработан итальянским архитектором Ренцо Пиано и бюро FXFOWLE Architects, дизайн интерьера был разработан американским архитектурным бюро Gensler, а дизайн для освещения здания ночью компанией Office for Visual Interaction.
Высота здания до крыши составляет 228 метров, однако её внешние стены поднимаются ещё на 28 метров и их высота составляет 256 метров. С учётом антенны, расположенной на крыше дома, высота составляет 319 метров и вместе с Крайслер Билдинг является шестым по высоте небоскрёбом Нью-Йорка и одиннадцатым в США.
Конструкция дома включает много энергосберегающих материалов. Наружные стены, полностью остеклённые специальным стеклом, которое пропускает большое количество солнечных лучей, в то же время с внутренней стороны стен установлены специальные керамические трубки, которые не позволяют зданию нагреваться. Собственная теплоэлектроцентраль обеспечивает 40 % электроэнергии дома, отходы ТЭЦ охлаждают или обогревают здание.
- Небоскрёб в апреле 2007 года
- Главный вход